# John DeLorean

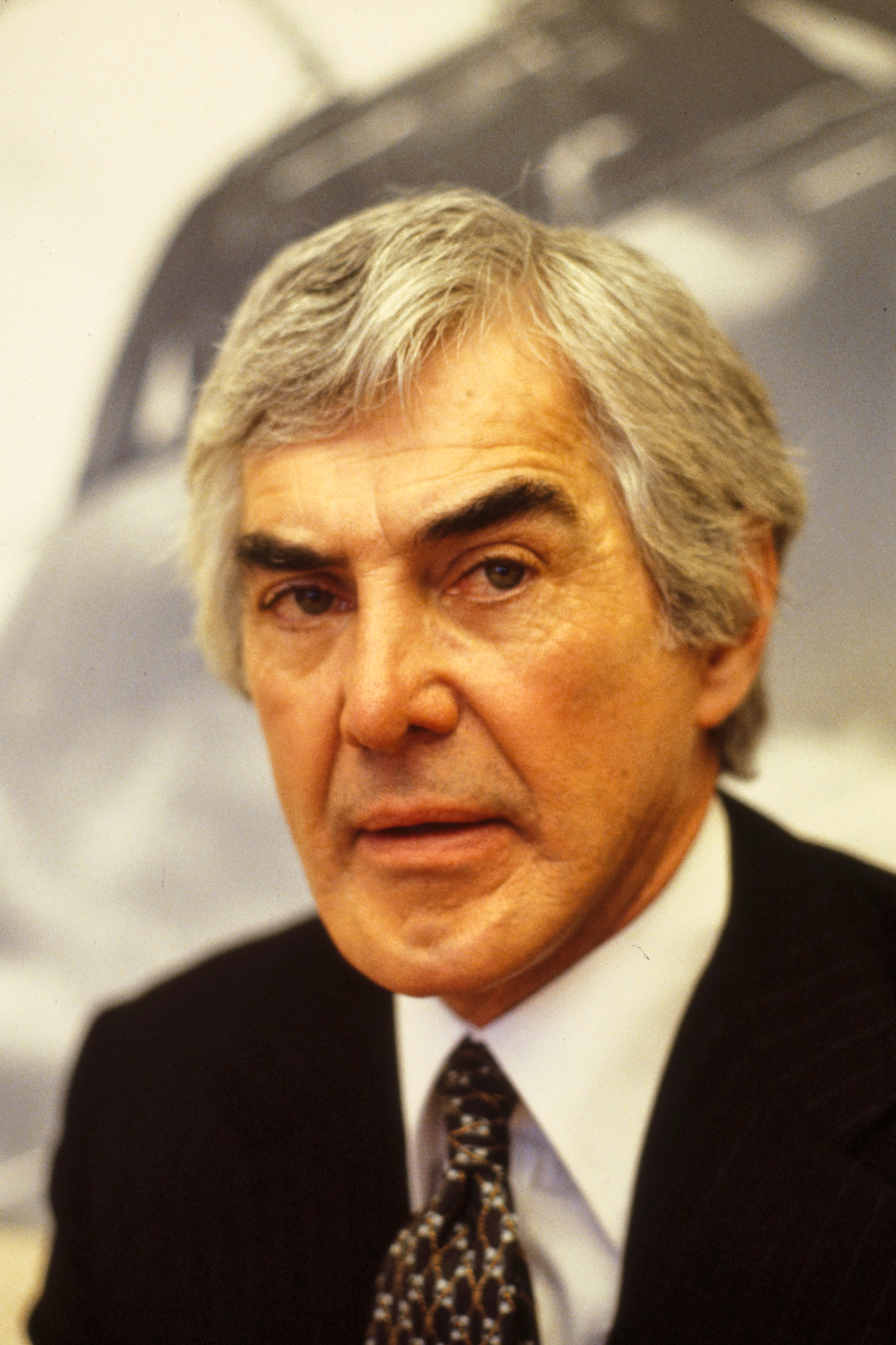
John DeLorean

John Zachary DeLorean (* 6. Januar 1925 in Detroit, Michigan; † 19. März 2005 in Summit, New Jersey) war ein US-amerikanischer Manager und Sportwagenbauer. Am bekanntesten ist er für die Entwicklung von Muscle-Cars wie des Pontiac GTO, des Firebird und mit seiner eigenen Firma, der DeLorean Motor Company, des DeLorean DMC-12.

## Leben
John Zachary DeLorean wurde 1925 in Detroit, Michigan, als der älteste von vier Söhnen von Zachary und Kathryn Pribak DeLorean geboren. Sein Vater Zachary, der als 20-Jähriger aus Rumänien in die USA eingewandert war, war bei der Ford Motor Company beschäftigt. Seine Mutter, ebenfalls eine Einwanderin, war österreichisch-ungarischer Abstammung und arbeitete bei General Electric. Sein Vater trank und misshandelte seine Familie. Die Ehe wurde 1942 geschieden.
DeLorean besuchte in Detroit die Cass Tech, eine technische High School, in der er u. a. von Evangeline Lodge Land, der Mutter von Charles Lindbergh, unterrichtet wurde. Seine guten Leistungen ermöglichten ihm ein Studium am Lawrence Institute of Technology, einem anerkannten College in Detroit. 1943 wurde er eingezogen und diente drei Jahre in der United States Army. Da seine Mutter und Geschwister in Armut lebten, arbeitete DeLorean zunächst 18 Monate bei der Public Lighting Commission, bevor er sein Studium am Lawrence Institut fortsetzte und 1948 einen Bachelor of Science in Industrial Engineering erhielt. Im Anschluss verdiente sich DeLorean seinen Lebensunterhalt kurzzeitig mit dem Verkauf von Lebensversicherungen, ehe er sich am Chrysler Institute of Engineering einschrieb, das er 1952 mit dem Master in Fahrzeugbau abschloss. Zeitgleich begann DeLorean, Abendkurse an der University of Michigan zu besuchen, woraufhin er 1957 auch den MBA erhielt.
Kurze Zeit nach seinem Abschluss verließ DeLorean Chrysler, um für die Packard Motor Car Company zu arbeiten, bei der er sich als Ingenieur etablierte und nach vier Jahren zum Leiter der Forschungs- und Entwicklungsabteilung befördert wurde. Als sich das Unternehmen der Insolvenz näherte, wurde DeLorean 1956 von General Motors abgeworben, um für Pontiac zu arbeiten. In den folgenden Jahren erarbeitete er sich den Ruf eines Wunderkindes und wurde innerhalb weniger Jahre mehrmals befördert. So wurde er 1961 Chefingenieur und 1965 mit 40 Jahren der jüngste Leiter der Pontiac-Abteilung. 1969 wurde er zum Chef von Chevrolet und 1972 schließlich zum Vorstandsmitglied sowie Vizepräsidenten der gesamten PKW- und LKW-Produktion von General Motors in Nordamerika ernannt. Obwohl er als Anwärter auf die Präsidentschaft von GM galt, reichte er im April 1973 seine Kündigung ein und begründete diese mit dem Wunsch, sich mehr im sozialen Bereich zu engagieren. Gerüchten zufolge war er mit der Kündigung jedoch seiner Entlassung zuvorgekommen.
Nach seiner Kündigung übernahm DeLorean die Präsidentschaft der National Alliance of Businessmen, einer von Lyndon B. Johnson und Henry Ford gegründeten Wohltätigkeitsorganisation. 1979 veröffentlichte er mit dem Autor Patrick Wright das kritische Buch On A Clear Day You Can See General Motors über seine Zeit bei GM.
Im Jahr 1975 gründete DeLorean die DeLorean Motor Company, um seinen Traum von einem sicheren, ethischen, ökologisch korrekten Automobil zu verwirklichen. Das einzige jemals produzierte Modell, der DeLorean DMC-12, war als zweisitziger Sportwagen für den US-amerikanischen Markt konzipiert und wurde von Frühjahr 1981 bis Ende 1982 im nordirischen Dunmurry produziert. Der Wagen wurde international durch die Filme der Zurück-in-die-Zukunft-Trilogie bekannt.
Mit einem hohen Gewicht und schwacher Motorisierung unterlag das Fahrzeug am Markt jedoch angepeilten Wettbewerbern wie der Chevrolet Corvette oder auch dem Porsche 911. Die Anfang der 1980er Jahre hereinbrechende Krise auf dem US-amerikanischen Automarkt und der hohe Preis ließen nicht den Absatz zu, der nötig gewesen wäre, um nachhaltig profitabel zu sein. Als schließlich die britische Regierung, welche die Firma mit einem hohen Kredit unterstützt hatte, auf die pünktliche Zahlung einer Zinsforderung bestand, musste die DeLorean Motor Company Ltd. im Februar 1982 Konkurs anmelden. John DeLorean versuchte in den folgenden Monaten vergeblich, neue Investoren zu finden.
Am 19. Oktober 1982 wurde DeLorean von der DEA und dem FBI unter dem Vorwurf des Drogenhandels verhaftet. Ein ehemaliger Drogenschmuggler und Informant der DEA hatte DeLorean im Rahmen einer Sting-Operation in einen fiktiven Drogendeal verwickelt. Der Mann hatte DeLorean eine Rettung seines insolventen Unternehmens durch Investoren in Aussicht gestellt, was sich im Lauf der konkreten Verhandlungen jedoch als eine Finanzierung durch Drogenhandel, -schmuggel und Geldwäsche herausstellte. Tatsächlich war DeLorean auf die ihm gemachten Vorschläge eingegangen. Während der Verhandlungen mit den Agenten der DEA verfasste DeLorean einen Brief, der erst im Falle seines unnatürlichen Todes geöffnet werden sollte. Aus diesem ging hervor, dass er um Sicherheit und Leben seiner Familie fürchtete, sollte er aus dem Deal aussteigen. In dem anschließenden Prozess konnte sich DeLorean folglich erfolgreich mit der Argumentation verteidigen, aus Angst um seine Familie und auf Grund der Drohungen der DEA-Agenten auf den letzten Endes von den Behörden eigenständig eingefädelten Drogenhandel eingegangen zu sein. Er wurde in allen Punkten freigesprochen.

Grabstein von John Z. DeLorean am White Chapel Memorial Park Cemetery in Troy, Michigan

1985 veröffentlichte DeLorean seine Autobiografie DeLorean.
Nach Abwicklung der DeLorean Motor Company musste John DeLorean 1999 Privatinsolvenz erklären.
Am 19. März 2005 verstarb er in Summit (New Jersey) nach einem Schlaganfall. Seine Asche wurde auf dem White Chapel Cemetery in Troy (Michigan) beigesetzt.

## Film
- Benzin im Blut (Driven), Spielfilm 2018[4]